# Персирање
Персирање је начин у комуникацији да се искаже социјална дистанца. У српском језику приликом обраћања једној особи користи се лична заменица „Ви“ (за разлику од малог „ви“ за друго лице множине) уместо „ти“.

## Историја
Најпре се у 4. веку персирало римским царевима, како би се истакла њихова вредност и моћ. Касније се то проширило и на друге припаднике виших слојева, па је постало уобичајено међу буржоазијом и сматрало се отменим. Постепено се развијало у свим слојевима друштва из различитих разлога.

## Социологија
У данашње време, персирање се не доводи у везу са класним разликама, јер оне нису јасно издиференциране. Најчешће се персира старијим особама, али за разлику од некад, не и сопственим родитељима. Персирање може да буде знак поштовања, али такође и дистанце и користи се у случајевима када је однос формалне природе. Уколико се не персира некој особи, то може да буде израз непоштовања, али и показане присности, блискости. У поткултурама младих, персирање се изоставља. Такође, у уобичајеној интернетској комуникацији (форуми, блогови) не персира се.